# Ринконада (коммуна)
Ринконада (исп. Rinconada) — город в Чили. Административный центр одноимённой коммуны. Население города — 5727 человек (2002). Город и коммуна входит в состав провинции Лос-Андес и области Вальпараисо.
Территория — 122,5 км². Численность населения — 10 207 жителей (2017). Плотность населения — 89,3 чел./км².

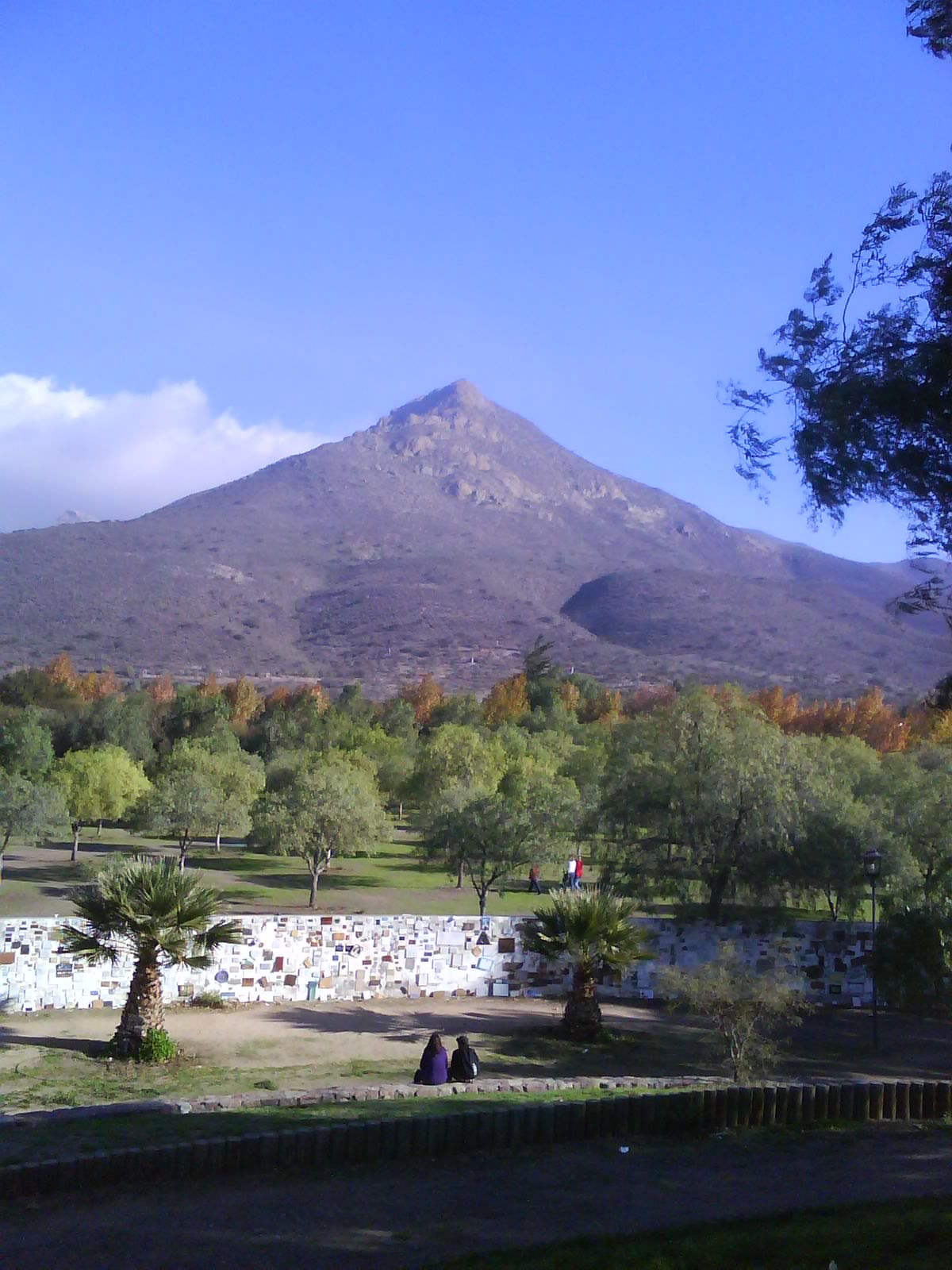

## Расположение
Город расположен в 90 км на восток от административного центра области города Вальпараисо и в 10 км на запад от административного центра провинции города Лос-Андес.
Коммуна граничит:
- на севере — c коммуной Сан-Фелипе;
- на востоке — с коммуной Калье-Ларга;
- на юге — c коммуной Колина;
- на юго-западе — c коммуной Тильтиль;
- на западе — c коммуной Льяйльяй.

## Демография
Согласно сведениям, собранным в ходе переписи 2017 г.  Национальным институтом статистики (INE),  население коммуны составляет:
| Полное население                          | Полное население                          | Полное население                          | Полное население                          | Полное население                          | 10 207 |
| ----------------------------------------- | ----------------------------------------- | ----------------------------------------- | ----------------------------------------- | ----------------------------------------- | ------ |
| в том числе:                              | Городское население                       | 8 065                                     | Процент городского населения, %           | 79,01                                     |        |
|                                           | Сельское население                        | 2 142                                     | Процент сельского населения, %            | 20,99                                     |        |
|                                           | Мужское население                         | 5 134                                     | Процент мужского населения, %             | 50,30                                     |        |
|                                           | Женское население                         | 5 073                                     | Процент женского населения, %             | 49,70                                     |        |
| Плотность населения, чел/км²              | Плотность населения, чел/км²              | Плотность населения, чел/км²              | Плотность населения, чел/км²              | Плотность населения, чел/км²              | 89,3   |
| Население коммуны в % к населению области | Население коммуны в % к населению области | Население коммуны в % к населению области | Население коммуны в % к населению области | Население коммуны в % к населению области | 0,56   |

| Динамика изменения населения коммуны | Динамика изменения населения коммуны | Динамика изменения населения коммуны | Динамика изменения населения коммуны |
| ------------------------------------ | ------------------------------------ | ------------------------------------ | ------------------------------------ |
| 1992                                 | 2002                                 | 2012                                 | 2017                                 |
| 5765                                 | 6692▲                                | 9437▲                                | 10 207▲                              |

## Важнейшие населенные пункты[4]
| № | Населённый пункт    | Населённый пункт (исп.) | Категория | Население чел. (2002) | На карте                        |
| - | ------------------- | ----------------------- | --------- | --------------------- | ------------------------------- |
| 1 | Ринконада           | Rinconada               | город     | 5727                  | 32°50′14″ ю. ш. 70°41′18″ з. д. |
| 2 | Лос-Пласерес        | Los Placeres            | поселок   | 220                   | 32°49′35″ ю. ш. 70°40′30″ з. д. |
| 3 | Ауко - Кебрада-Сека | Auco - Quebrada Seca    | поселок   | 173                   | 32°52′52″ ю. ш. 70°40′37″ з. д. |